# Nelson da Matta
Nelson da Matta (Santana do Matos, 13 de março de 1940) é um economista brasileiro. Foi presidente do Banco Nacional da Habitação entre 29 de novembro de 1983 e 18 de março de 1985. Durante esse período foi membro do Conselho Monetário Nacional.